# 曼荼羅交響曲
曼荼羅交響曲（まんだらこうきょうきょく）は、黛敏郎が作曲した交響曲。
涅槃交響曲の兄弟作品に当たる。
初演は1960年3月27日、第4回三人の会の発表会にて、岩城宏之が指揮したNHK交響楽団により行われている。
音による曼荼羅の再現を目指した黛は、涅槃交響曲で採用した「カンパノロジー・エフェクト」を発展拡大させ、日本各地の鐘の音を分析した結果得られたという2つの「陽旋法」を素材として用いている。また、経典などの具体的な素材は用いずにオーケストラのみで抽象的な表現を目指した。
なお、後のスペクトル楽派とは異なり、曲は全て12音技法で書かれている。

## 楽器編成
フルート2（ピッコロ1）、オーボエ、イングリッシュ・ホルン、クラリネット2（E♭管クラリネット1）、バスクラリネット、ファゴット、ホルン2、トランペット2、トロンボーン2、チューバ、ティンパニ、シロフォン、グロッケンシュピール、ヴィブラフォーン、サスペンデッド・シンバル、中国の小さなドラ、スレイベル、キン、タムタム、チェレスタ、チューブラーベル、ハープ、ピアノ、弦5部（左右均等に分割する）

## 演奏時間
約15分となっている。

## 構成
- 第1楽章 - 金剛界曼荼羅
  - 「不安定なテンポで」と指定され、流動的なリズムからなる第1・3部と、『春の祭典』さながらに拍子が変わりながらシンコペーションが刻まれる中間部よりなる[2]。全体としては個々の楽器の音が際立つように書かれている。「カンパノロジー・エフェクト」の響きにより終結する。
- 第2楽章 - 胎蔵界曼荼羅
  - 「非常にゆっくりと」と指定され、「カンパノロジー・エフェクト」の響きが一貫して用いられている。「きわめて幅広く」と指定された中間部ではチェレスタ以外の楽器によるユニゾンの主題が奏でられる[2]。第1楽章同様、「カンパノロジー・エフェクト」の音により終結する。

## 備考
NHK交響楽団が1960年に行った世界一周演奏旅行の際、同窓の矢代秋雄のチェロ協奏曲と共にプログラムに入れられた。ロンドンの公演の際、オットー・クレンペラーが聴きに来ており、この曲も聴いたという。